# Tajná
Tajná é um município da Eslováquia, situado no distrito de Nitra, na região de Nitra. Tem 8,48 km² de área e sua população em 2018 foi estimada em 284 habitantes.

## Demografia
| Ano:        | 1994 | 2004   | 2014   | 2024   |
| ----------- | ---- | ------ | ------ | ------ |
| Broj ljudi: | 280  | 285    | 283    | 281    |
| Razlika:    |      | +1,78% | -0,70% | -0,70% |

| Ano:               | 2023 | 2024   |
| ------------------ | ---- | ------ |
| Número de pessoas: | 284  | 281    |
| Diferença:         |      | -1,05% |